# Nakhon Sawan Stadium
Nakhon Sawan Stadium – wielofunkcyjny stadion w Nakhon Sawan, w Tajlandii. Pojemność stadionu wynosi 15 000 widzów. Swoje spotkania rozgrywają na nim piłkarze klubu Nakhon Sawan FC. Obiekt był jedną z aren Pucharu Azji kobiet 2003 oraz turnieju piłkarskiego na Igrzyskach Azjatyckich 1998.